# 2000 في السعودية
تحتوي هذه المقالة على أهم الأحداث التي شهدتها السعودية في 2000، والذي يوافق 1420 / 1421 هجري , إضافة إلى أهم الشخصيات السعودية التي وُلدت أو تُوفيت في هذه السنة.

## السياسة

### الحكم
الملك :فهد بن عبد العزيز آل سعود

### تعيينات
- تعيين الأمير عبدالعزيز بن فهد بن عبدالعزيز آل سعود رئيسا لديوان رئاسة مجلس الوزراء بمرتبة وزير بالاضافة إلى عمله وزيرا للدولة وعضوا في مجلس الوزراء.

## أحداث

### يناير
- 4: تشكيل المجلس الاعلى لشئون البترول والمعادن.[1]
- 10: انفاذا لامر خادم الحرمين الشريفين الملك فهد بن عبد العزيز آل سعود بتجهيز طائرتي شحن محملتين بالمواد الاغاثية لمساعدة دولة فنزويلا اثر الامطار الغزيرة التي اجتاحتها غادرت الرياض الطائرة الاغاثية الاولى متوجهة إلى كراكاس عاصمة فنزويلا وهي تحمل على متنها (65085) كغم من المواد الاغاثية.[1]
- 10: الشيخ سلمان بن حمد آل خليفة ولي العهد القائد العام لقوة الدفاع بدولة البحرين الشقيقة يصل إلى تبوك.[1]
- 12: تجهيز طائرتي شحن محملتين بالمواد الاغاثية من المملكة العربية السعودية لمساعدة دولة فنزويلا اثر الامطار الغزيرة التي اجتاحتها حيث غادرت الرياض الطائرة الاغاثية الثانية متوجهة إلى كراكاس عاصمة فنزويلا وهي تحمل على متنها 64417 كيلو غراما من المواد الاغاثية.[1]
- 13: افتتاح مشروع الاسكان الجديد بمدينة الملك خالد العسكرية بحفر الباطن وتبلغ عدد الوحدات السكنية في المشروع 149 وحدة سكنية بتكلفة بلغت حوالي مائة وثلاثة وثلاثين مليون ريال.[1]
- 16: وجه صاحب السمو الملكي الأمير عبدالله بن عبدالعزيز بنقل الطفلتين السودانيتين السياميتين من مستشفى الملك خالد بتبوك إلى مستشفى الملك فهد بالحرس الوطني بالرياض لاجراء كل ما تحتاجه حالة الطفلتين من عمليات جراحية وعلاج وكانت امرأة سودانية قد انجبت بتبوك طفلتين سياميتين لهما ثلاث ارجل وطرفان علويان وتعانيان من التصاق في جزء من الصدر وكل البطن ولهما حبل سري واحد.[1]
- 17: صدرت موافقة خادم الحرمين الشريفين الملك فهد بن عبد العزيز آل سعود على منح مائة منحة دراسية لابناء وبنات المسلمين في عدد من الدول الاسلامية والصديقة وذلك للدراسة بمعهد تعليم اللغة العربية لغير الناطقين بها بجامعة ام القرى.[1]
- 17 : صاحب السمو الملكي الأمير سلطان بن عبدالعزيز النائب الثاني لرئيس مجلس الوزراء ووزير الدفاع والطيران والمفتش العام يصل إلى مدينة بولونيا بايطاليا في زيارة يفتتح خلالها مركز الملك عبدالعزيز لدراسات العلوم الاسلامية بجامعة بولونيا.[1]
- 22: بدأ تنفيذ مشروع ازدواج الطريق الذي يربط مطار الملك فهد الدولي بطريق ابن خلدون بالدمام بمبلغ 98360780 ريال ثمانية وتسعين مليونا وثلاثمائة وستين الفا وسبعمائة وثمانين ريالا على احدى الشركات الوطنية المتخصصة.[1]
- 22: افتتاح منتدى جدة الاقتصادي العالمي الأول تحت عنوان تحقيق نمو مستقر في ظل عولمة الاقتصاد والذي نظمه مركز جدة الدولي للمعارض التابع للغرفة التجارية الصناعية بجدة بالتعاون مع جامعة هارفارد الامريكية.[1]
- 23: انفاذا لأمر خادم الحرمين الشريفين الملك فهد بن عبدالعزيز بارسال طائرتي شحن محملتين بالمواد الغذائية لاقليم اتش بجمهورية اندونيسيا اسهاما من حكومة المملكة في الرفع من معاناة هذا الاقليم فقد غادرت مطار الملك خالد الدولي بالرياض الطائرة الاولى وهي محملة ب69 طنا من المواد الغذائية.[1]
- 26: افتتاح مستشفى الطوال العام الذي يتسع لثلاثين سريرا وبلغت تكلفة انشائه 4993793 ريالا.[1]
- 28: صاحب السمو الملكي الامير نايف بن عبدالعزيز وزير الداخلية يصل إلى الجزائر للمشاركة في الاجتماع السابع عشر لوزراء الداخلية العرب.
- 29: الرئيس عبدالرحمن وحيد رئيس الجمهورية الاندونيسية يصل إلى الرياض.[1]
- 31: صدرت موافقة خادم الحرمين الشريفين الملك فهد بن عبدالعزيز آل سعود على استضافة ثلاثمائة حاج من مسلمي كوسوفا لاداء مناسك الحج لهذا العام.[1]

### فبراير
- 2 : انطلاقة المهرجان الوطني للتراث والثقافة الخامس عشر الذي ينظمه الحرس الوطني سنويا في الجنادرية.[1]
- 5: عقدت الهيئة الاستشارية للمجلس الاعلى لمجلس التعاون لدول الخليج العربية اجتماعها الأول في دورتها الثالثة وذلك بقصر المؤتمرات بالرياض.[1]
- 5: حصلت الخطوط الجوية العربية السعودية على شهادة تفوق خاصة من شركة برايت وينتي الامريكية المصنعة لمحركات الطائرات ج,ت, 9ب أ 7,45 تقديرا منها لعدم تعرض اي من هذه المحركات والمركبة على طائرات الايرباص للانطفاء اثناء الرحلات لمدة تزيد على ثلاث سنوات ونصف.[1]
- 8 : وجه صاحب السمو الملكي الامير نايف بن عبدالعزيز وزير الداخلية بتكريم اثنين من منسوبي شرطة القصيم تكريما معنويا وماديا وهما الرائد خالد بن محمد النغيمشي والرقيب راجح بن سعد العتيبي وذلك لقاء جهودهما المميزة التي ساهمت في العمل على سلامة أرواح أسرة بكاملها ونظرا لما تحليا به من شجاعة واقدام.[1]
- 11: الرئيس عبدالعزيز بوتفليقة رئيس الجمهورية الجزائرية الديمقراطية الشعبية يصل إلى الرياض في زيارة رسمية للمملكة العربية السعودية.[1]
- 12: الاجتماع الاول للمجلس الأعلى لشؤون البترول والمعادن في قصر اليمامة بالرياض.[1]
- 15 : وقع معالي وزير الصناعة والكهرباء الدكتور هاشم بن عبدالله يماني بمقر الوزارة بالرياض عقد الاندماج بين كل من شركات الكهرباء القائمة وهي عشر شركات في المملكة مع الشركات السعودية للكهرباء وذلك مع رؤساء مجالس إدارات تلك الشركات.[1]
- 18: الرئيس الفريق الركن عمر حسن احمد البشير رئيس جمهورية السودان يصل إلى المملكة في زيارة رسمية. [1]
- 18: تمت بمستشفى الملك خالد الجامعي ولادة ستة توائم لسيدة سعودية تعتبر من الحالات النادرة اشرف عليها طاقم طبي سعودي وكانت الولادة قيصرية واحجام التوائم جاءت مختلفة تتراوح بين 670 جرام و875 جرام.[1]
- 18: إقامة الاجتماع الثاني للمجلس الاعلى لشؤون البترول والمعادن في قصر اليمامة بالرياض. [1]
- 19: صدر أمر خادم الحرمين الشريفين الملك فهد بن عبدالعزيز آل سعود باستضافة 1500 من مسلمي القارة الآسيوية وغيرها لاداء مناسك حج هذا العام 1420ه على نفقته الخاصة على ان تتولى وزارة الشؤون الإسلامية والاوقاف والدعوة والارشاد ترتيب برنامج استضافتهم.[1]
- 21: افتتاح الملتقى الخليجي الرابع 2000 الذي تنظمه اللجنة الاستشارية الهندسية السعودية وذلك في قاعة الملك فيصل للمؤتمرات بالرياض. [1]
- 22: سمو الشيخ عبدالله بن خليفة آل ثاني رئيس مجلس الوزراء ووزير الداخلية بدولة قطر يصل جدة لاداء مناسك العمرة.[1]
- 25: افتتاح الجسر المعلق على وادي لبن الواقع غرب مدينة الرياض. [1]
- 27: استضاف صاحب السمو الملكي الامير نايف بن عبدالعزيز وزير الداخلية مائة معوق من منسوبي دور الرعاية الاجتماعية بالمملكة لاداء فريضة حج هذا العام 1420ه على نفقة سموه الخاصة.
- 28: خادم الحرمين الشريفين الملك فهد بن عبدالعزيز يتبرع بمبلغ 300000 لتأمين وحدتي غسيل كلوي بمستشفى قلوة العام بمنطقة الباحة.
- 28: الامير عبدالله بن عبدالعزيز يصل إلى القاهرة في زيارة خاصة.
- 28: جنوح إحدى الطائرات العمودية التابعة لشركة ارامكو اثناء سيرها على المهبط التابع للشركة وعند ارتطام مروحيتها بأرض المدرج حدث اشتعال بسيط تم اخماده فورا من قِبل نفس موظفي إدارة الظهران العاملين في المهبط.

### مارس
- 1: قام صاحب السمو الملكي الامير محمد بن فهد بن عبدالعزيز امير المنطقة الشرقية بتدشين المرحلة الثانية من مشروع قرية الخليج السياحية على شاطئ نصف القمر بالمنطقة الشرقية والذي يقع على مساحة تبلغ مليون متر مربع يتوسطه عدد من الجزر المرتبطة بالشاطئ بجسور وطرق معبدة.
- 1: وقع معالي وزير المالية والاقتصاد الوطني ابراهيم العساف ومعالي رئيس مجلس الانماء والاعمار اللبناني محمود عثمان في بيروت مذكرة تفاهم يقدم بموجبها الصندوق السعودي للتنمية مبلغ مائة مليون دولار امريكي للمساهمة في تمويل مشاريع تنموية لبنانية تشمل قطاعات التعليم والطرق والمياه كما اعلن معالي وزير المالية ان صاحب السمو الملكي الامير عبدالله بن عبدالعزيز وجه بتقديم دعم اضافي للبنان مقداره 30 مليون دولار امريكي لمساعدة لبنان في بناء مشاريعه الحيوية المختلفة بما في ذلك قطاع الكهرباء الذي استهدفه العدوان الإسرائيلي الاخير.
- 4: أصدر خادم الحرمين الشريفين الملك فهد بن عبدالعزيز آل سعود امره الكريم بتقديم مساعدات اغاثية إلى المتضررين من الفيضانات في جمهوريتي موزمبيق وجنوب افريقيا.
- 4: أعلن صاحب السمو الملكي الامير طلال بن عبدالعزيز رئيس برنامج الخليج العربي لدعم منظمات الامم المتحدة الانمائية عن تبرع البرنامج بمبلغ خمسين الف دولار امريكي لدعم جهود الاغاثة والمساعدات الإنسانية في موزمبيق للتخفيف من آثار واضرار الفيضانات التي ضربت موزمبيق. [1]
- 4: وضع صاحب السمو الملكي الامير سلمان بن عبدالعزيز امير منطقة الرياض حجر الاساس لمشروع مركز النقل العام بمدينة الرياض الذي تملكه وتديره شركة الرياض للتعمير.
- 5: وقع معالي وزير الصحة الدكتور اسامة بن عبدالمجيد شبكشي في مكتبه بالوزارة عقدين لتوريد الأدوية المصنعة محليا الاول مع الشركة السعودية للصناعات الدوائية بتكلفة قدرها 99,963,359 ريالا والثاني مع شركة تبوك للصناعات الدوائية بتكلفة قدرها 26,184,463 ريالا.
- 5: وقعت اللجنة السعودية المشتركة لاغاثة شعب كوسوفا والشيشان على اتفاقيتين مع إحدى الشركات المحلية في كوسوفا على إعادة بناء جامع همامي وسط وسط مدينة بيا وترميم وتدفئة ثلاثة مدارس في مدينة ميتوبيار كتاوي .[1]
- 6: نيابة عن خادم الحرمين الشريفين تشرف صاحب السمو الملكي الامير عبدالمجيد بن عبدالعزيز بغسل الكعبة المشرفة جريا على العادة السنوية في مثل هذا اليوم المبارك من كل عام.
- 6: وقع صاحب السمو الملكي الامير سلمان بن عبدالعزيز اتفاقية لتطوير وتشغيل حديقة برج مياه الرياض مع الشركة السعودية للفنادق والمناطق السياحية تقوم الشركة بموجب هذه الاتفاقية بتهيئة وتجهيز الطابق العلوي من البرج كمطعم علوي يطل على مدينة الرياض كما تقوم بإنشاء مجمع مطاعم الاكلات السريعة وصالات مغلقة للالعاب اسفل البرج.
- 6: الرئيس مأمون عبدالقيوم رئيس جمهورية المالديف يصل إلى جدة لأداء مناسك الحج.[1]
- 8: الرئيس يحيى جامبيه رئيس جمهورية جامبيا يصل إلى جدة وذلك لاداء مناسك الحج.
- 9: قام صاحب السمو الملكي الامير عبدالله بن عبدالعزيز يرافقه صاحب السمو الملكي الامير سلطان بن عبدالعزيز بجولة تفقدية للمشاعر المقدسة افتتح خلالها مشروع المجزرة الجديدة في المعيصم على مساحة تقدر ب2,500,000 فيما تبلغ مساحة مباني المشروع 2,350,000 متر مربع اما السعة الاجمالية للمشروع فتبلغ اكثر من 600,000 ذبيحة في ثلاثة ايام كما تفقد سموه الكريم عددا من المشروعات التي تنفذها وزارة الاشغال العامة والاسكان في اطار حرص المملكة العربية السعودية على ما يحقق لضيوف الرحمن المزيد من الراحة والامن والاطمئنان.
- 10: وصلت إلى العاصمة الكوسوفية برشتينا خمسة اطنان من مختلف الادوية مقدمة من حكومة خادم الحرمين الشريفين الملك فهد بن عبدالعزيز آل سعود إلى الشعب الكوسوفي المسلم الذي يعاني من نقص حاد في الدواء والعلاج.[1]
- 10: سمو وزير الداخلية يفتتح محطة تحويل الطاقة الكهربائية في وادي جليل جهد 380 على 110 على 13,8 كيلو فولت بتكلفة اجمالية بلغت 3,9 مليون ريال وتهدف المحطة إلى تعزيز وزيادة موثوقية الشبكة الكهربائية بمكة المكرمة والمشاعر المقدسة ومحافظة الطائف.
- 11: سمو الشيخ حميد بن راشد النعيمي عضو المجلس الاعلى حاكم عجمان يصل جدة لاداء مناسك الحج.
- 11: أمر سمو امير منطقة الحدود الشمالية بنقل اثني عشر حاجا داغستانيا على نفقة سموه لتأدية مناسك الحج بالسفر عن طريق الجو عبر مطار سكاكا والعودة بعد اداء الحج إلى المطار نفسه ومن ثم عرعر وذلك اثر تعرض هؤلاء الحجاج لحادث سير انقلبت على اثره الحافلة التي كانت تقلهم بالقرب من مدينة عرعر.
- 12: قامت الرئاسة العامة لشؤون المسجد الحرام والمسجد النبوي الشريف باستبدال ثوب الكعبة المشرفة بالثوب الجديد جريا على العادة السنوية في كل عام من مثل هذا اليوم المبارك.
- 19: صاحب السمو الملكي الامير سلطان بن عبدالعزيز يفتتح مشروع توسعة اسكان قوة الخرخير.[1]
- 20: افتتاح جامع خادم الحرمين الشريفين بحي الخالدية في نجران.
- 21: انفاذا لامر خادم الحرمين الشريفين بتجهيز ست طائرات شحن مساعدة لدولة ارتيريا بدأت اولى الطائرات الاغاثية التوجه إلى مطار اسمرا وهي تحمل على متنها 20450 رطلا من المواد الاغاثية.
- 21: افتتاح مستشفى ابها الخاص في مدينة ابها.[1]
- 27: بتعليمات من صاحب السمو الملكي الامير سلمان بن عبدالعزيز تم تحويل مبلغ 8418348 ريالا ثمانية ملايين واربعمائة وثمانية عشر الفا وثلاثمائة وثمانية واربعين ريالا من ايرادات اللجنة الشعبية لمساعدة مجاهدي فلسطين إلى منظمة التحرير الفلسطينية.[1]
- منتخب المملكة الاول لكرة اليد يحقق بطولة سمو الامير الحسن بن طلال الدولية لكرة اليد اثر فوزه على منتخب الاردن بعشرين هدفا مقابل تسعة عشر هدفا في المباراة التي اقيمت في العاصمة الاردنية عمان. [1]

### أبريل
- 21: أحداث نجران.

### يونيو
- 12: توقيع اتفاقية معاهدة جدة بين السعودية واليمن لترسيم الحدود.
- 17 نوفمبر - وفاة بريطاني في هجوم استهدف رعايا غربيين في الرياض.[2]

### نوفمبر
- 22: جرح ثلاثة بريطانيين في انفجار سيارة بالرياض.[3]

### ديسمبر
- 15: تفجير في مدينة الخبر.

## مواليد

### مارس
- 11: رهف القنون

### مايو
- 12: بسمة العتيبي، ممثلة ومغنية.

## وفيات

### فبراير
- 17: الاميرة عفت بنت محمد بن سعود الثنيان آل سعود حرم جلالة الملك فيصل بن عبدالعزيز آل سعود رحمهُ الله.

### مايو
23: مشاري بن عبد العزيز آل سعود، أمير سعودي.

### أغسطس
11: طلال مداح عن عمر يناهز 60 عاما.

### سبتمبر
14: حمد الجاسر.